# Storskär (vid Fölskärsfjärden, Kökar, Åland)
Storskär är ett skär i Åland (Finland). Det ligger i Skärgårdshavet och i kommunen Kökar i landskapet Åland, i den sydvästra delen av landet. Ön ligger omkring 60 kilometer öster om Mariehamn och omkring 230 kilometer väster om Helsingfors. Storskär ligger 5 meter över havet.
Öns area är 2,4 hektar och dess största längd är 180 meter i sydöst-nordvästlig riktning. Trakten är glest befolkad. Närmaste större samhälle är Kökar, 7,6 km norr om Storskär.